# Козырь, Михаил Иванович
Михаи́л Ива́нович Козырь (4 ноября 1924, Полтавский район или Полтава — 5 февраля 2011, Москва) — советский и российский учёный-правовед, доктор юридических наук, профессор, Заслуженный деятель науки РСФСР.

## Биография
Родился 4 ноября 1924 года в селе Гожулы ныне Полтавского района Полтавской области в крестьянской семье. Участник Великой Отечественной войны, награждён многими боевыми орденами и медалями. Окончил Военно-юридическую академию, адъюнктуру. Защитил кандидатскую диссертацию «Объекты права колхозной собственности» (1955) и докторскую диссертацию «Имущественные правоотношения колхозов в СССР» (1965). Автор многих монографических работ и учебников. Заведующий сектором правовых проблем сельского хозяйства ИГиП АН СССР, главный научный сотрудник Института государства и права Российской академии наук, вице-президент Международного аграрного Союза.
Похоронен на Востряковском кладбище (участок № 112).
Дети: Оксана — судья ВАС в отставке и Ольга — доцент юридического факультета МГУ.

## Основные научные труды
Автор более 600 работ, в том числе:

### Учебники
- Аграрное право России. Учебник / Ю. Н. Андреев, М. М. Бринчук, Г. Л. Землякова; Рук. авт. кол. и отв. ред. М. И. Козырь; Институт государства и права РАН. М.: Норма-Инфра, 2010. — 608 с.
- Аграрное право. Учебник для вузов / Под ред. проф. Г. Е. Быстрова и проф. М.И Козыря. 2-е изд., испр. и доп. М.: Юрист, 1998. — 534 с.
- Аграрное право. Учебник. / Отв. ред.: Быстров Г. Е., Козырь М. И. М.: Юрид. лит., 1996. — 640 с.
- Аграрное право. Учебник для юридических вузов. / Отв. ред.: Быстров Г. Е., Козырь М. И. М.: Юристъ, 1996. — 376 с.
- Быстров Г. Е., Денисов А. А., Клюкин Б. Д., Козырь М. И., Плахута В. Г., Чубуков Г. В., Отв. ред.: Козырь М. И., Петров В. В. Сельскохозяйственное право. Учебник. М.: Юрид. лит., 1985. — 576 с.
- Балезин В. П., Дубинская О. Д., Иванов Г. В., Казанцев Н. Д., Клюкин Б. Д., Козырь М. И., Никитин Е. Н., Павлов И. В., Панкратов И. Ф., Первушин А. Г., Петров В. В., Редкол.: Дубинская О. Д., Иванов Г. В., Петров В. В. Колхозное право. Учебник. М.: Юрид. лит., 1976. — 400 с.
- Андреев В. С., Братусь С. Н., Бурдин П. К., Козырь М. И., Корольков Н. Н., Лепешкин А. И., Мишин Н. Г., Шабанов А. Ф., Шанин В. И. Основы советского государства и права. Учебник. М.: Просвещение. 1970. — 375 с.
- Еропкин М. И., Козырева Т. И., Козырь М. И., Лазарев Б. М., Лунев А. Е., Романов П. И., Салищева Н. Г., Под ред.: Лунев А. Е. Административное право. Учебник. М.: Юрид. лит., 1970. — 600 с.
- Аксененок Г. А., Башмаков Г. С., Кикоть В. А., Козырь М. И., Колбасов О. С., Краснов Н. И., Фомина Л. П., Под ред.: Аксененок Г. А. Земельное право. Учебник. М.: Юрид. лит., 1969. — 472 с.

### Монографии
- Козырь М. И. Аграрное право России: состояние, проблемы и тенденции развития. М.: Норма, 2009. — 336 с.;
- Козырь М. И. Аграрное право России: проблемы становления и развития. М.: Право и государство, 2003. — 208;
- Беляева З. С., Землякова Г. Л., Иконицкая И. А., Козырь М. И., Краснов Н. И., Павлова Э. И., Самончик О. А., Устюкова В. В., Фомина Л. П., Под ред.: Беляевой З. С., Иконицкая И. А. Договорные отношения сельскохозяйственных товаропроизводителей. Монография. М.: КолосС. 2003. — 256 с.
- Реформирование сельскохозяйственных предприятий (правовые проблемы) / Отв. ред. З. С. Беляева, М. И. Козырь. М., 1996.
- Козырь М. И. Очерки советского аграрного права (1991, на французском языке),
- Козырь М. И. Монография «Сельское хозяйство СССР (структурные правовые изменения)» (1985, на польском языке),
- Козырь М. И. Право колхозной собственности в период развитого социализма (1985),
- Козырь М. И. Имущественные правоотношения колхозов в СССР" (1966)
- Башмаков Г. С., Козырь М. И., Павлов И. В., Панкратов И. Ф., Пятницкий П. П. Правовое положение колхозов в СССР. М.: Юрид. лит., 1961. — 380 с.
- Казанцев Н. Д., Павлов И. В., Козырь М. И., Волков А. И., Иванов Г. В. Право колхозной собственности/Под ред. Н. Д. Казанцева. М.: Юрид. лит., 1961. — 358 с.
- Козырь М. И. Объекты права колхозной собственности и их правовой режим" (1956).

### Научные статьи
- Козырь М. И. На магистральных направлениях становления и развития аграрно-правовой науки России (к 100-летию Г. А. Аксененка)//Аграрное и земельное право. 2010. № 10. С. 4-11.
- Козырь М. И. Назревшие вопросы правового обеспечения развития агропромышленного комплекса (АПК) Российской Федерации//Аграрное и земельное право. 2010. № 2. С. 4-19.
- Козырь М. И. Правовые проблемы развития агропромышленного комплекса России//Журнал российского права. 2010. № 4. С. 28-37.
- Козырь М. И. Назревшие вопросы правового обеспечения развития агропромышленного комплекса (АПК) РФ // Аграрное и земельное право. 2010. № 2 . С. 4-19.
- Козырь М. И. Законодательство об агропромышленном комплексе РФ нуждается в совершенствовании // Право и государство: теория и практика. 2009. № 11. С. 53-58.
- Козырь М. И. Юбилей д.ю.н., профессора И. В. Павлова // Право и государство: теория и практика. 2009. № 10 С. 147—151.
- Козырь М. И. Все об аграрно-правовом журнале, удостоенном награждения Знаком отличия XV Юбилейной Международной профессиональной выставки «Пресса--2008»//Государство и право. 2009. № 8. С. 119—121.
- Козырь М. И. Совершенствование системы и компетенции органов государственного регулирования в сельском хозяйстве и АПК России в целом // Аграрное и земельное право. 2009. № 5. С. 10-23.
- Козырь М. И. 70-летие доктора юридических наук, профессора, заслуженного юриста РФ А. И. Бобылева // Аграрное и земельное право. 2009. № 4. С. 144—148.
- Козырь М. И. 100-летие крупного советского ученого-юриста И. В. Павлова // Аграрное и земельное право. 2009. № 4. С. 4-9.
- Козырь М. И., Палладина М. И. Личное подсобное хозяйство: значение, понятие, правовой статус // Право и государство: теория и практика. 2008. № 12. С. 92-96.
- Козырь М. И. Юридическая природа права на земельную долю // Право и государство: теория и практика. 2008. № 11 (47). С. 77-84.
- Бобылев А. И., Козырь М. И., Лисицын-Светланов А. Г., Устюкова В. В. 75-летие со дня рождения заместителя директора Института государства и права РАН, доктора юридических наук, профессора И. А. Иконицкой // Государство и право. 2008. № 7. С. 126—127.
- Козырь М. И. Актуальные проблемы совершенствования аграрного законодательства Российской Федерации на современном этапе//Аграрное и земельное право. 2008. № 4.
- Козырь М. И., Павленко И. М. Страницы истории: 60 и 55 лет // Право и государство: теория и практика.2007. № 7. С. 146—151.
- Козырь М. И. Новое в правовом положении сельскохозяйственных товаропроизводителей России на современном этапе // Актуальные проблемы аграрного права России: теория и практика. Сборник научных статей. М.: Право и государство, 2004. С. 30-50.
- Беляева З. С., Козырь М. И. Договорные отношения сельскохозяйственных товаропроизводителей в сфере материально-технического обеспечения и реализации сельскохозяйственной продукции // Предпринимательская деятельность в сельском хозяйстве России. Правовые вопросы. М.: ИГП РАН, 1998. С. 54-92.
- Козырь М. И. Сельскохозяйственная кооперация в России: проблемы совершенствования правового регулирования // Государство и право. 1998. № 11. С. 23-30.
- Козырь М. И. Реформирование отношений собственности на имущество сельскохозяйственных коммерческих организаций // Реформирование сельскохозяйственных предприятий: правовые проблемы. М.: ИГП РАН, 1996. С. 22-36.
- Козырь М. И. Правовые проблемы выкупа земельных участков у сельскохозяйственных товаропроизводителей при их изъятии для государственных и муниципальных нужд // Право собственности на землю в сельском хозяйстве Российской Федерации. М.: ИГП РАН, 1996. С. 102—114.
- Козырь М. И. Аграрная реформа и развитие организационно- правовых форм сельскохозяйственного производства в России // Государство и : право. 1994. № 4. С. 70-81;
- Козырь М. И. Актуальные правовые проблемы развития сельскохозяйственных кооперативов в условиях проведения аграрной реформы // Сельскохозяйственная кооперация и право. Сборник статей. М.: ИГП РАН. 1993. С. 7-30.
- Козырь М. И., Беляева 3.С. Сельскохозяйственная кооперация и право. // Государство и право. 1993. № 6.
- Козырь М. И. Закон СССР «О кооперации в СССР» и хозяйственный механизм в АПК // Правовые проблемы развития сельскохозяйственной кооперации в СССР в свете решений XIX всесоюзной конференции КПСС. Материалы Всесоюзной научно-практической конференции, 29 ноября — 2 декабря 1988 г.. Ч. 2. М.: РИО ВЮЗИ. 1989. С. 4-16.
- Козырь М. И. Право кооперативной собственности на этапе перестройки и обновления социалистического общества // Право собственности в условиях совершенствования социализма. М.: ИГиП АН СССР. 1989. С. 86-91.
- Козырь М. И. Основные направления исследований и задачи аграрно-правовых наук в свете решений XXVII съезда КПСС // XXVII съезд КПСС и правовые проблемы агропрома и охраны окружающей среды. М.: ИГиП АН СССР. 1987. С. 5-12.
- Козырь М. И. Аграрная политика КПСС и проблемы сельскохозяйственного права // Правовые вопросы продовольственной программы СССР. М.: Моск. ун-т., 1985. С. 18-31.
- Быстров Г. Е., Козырь М. И., Петров В. В. Методологические и методические аспекты преподавания сельскохозяйственного права в юридических вузах // Вестник Московского университета. 1984. № 2. С. 55-62.
- Козырь М. И. Актуальные правовые проблемы совершенствования хозяйственного механизма в агропромышленном комплексе // Экономико-правовые проблемы совершенствования хозяйственного механизма. М.: ИГиП АН СССР. 1984. С. 146—153.
- Козырь М. И. Актуальные правовые вопросы развития сельского хозяйства и охраны окружающей природной среды в свете задач, поставленных XXVI съездом КПСС // XXVI съезд КПСС и вопросы укрепления правовых основ государственной и общественной жизни. Материалы Всесоюзного семинара лекторов-юристов. М.: Знание. 1982. С. 58-66.
- Козырь М. И. Право и совершенствование хозяйственного механизма в агропромышленном комплексе // XXVI съезд КПСС и правовые вопросы совершенствования хозяйственного механизма. М.: ИГиП АН СССР, 1982. С. 165—180.
- Козырь М. И. Аграрная политика КПСС и проблемы правового регулирования кооперационных и интеграционных отношений в сельском хозяйстве // Вестник Московского университета. 1981. № 2. С. 3-12.
- Козырь М. И. Соотношение территориального и отраслевого принципов в управлении сельским хозяйством // Государственное руководство комплексным развитием территорий в СССР. М.: ИГиП АН СССР. 1981. С. 114—118.
- Козырь М. И. Актуальные вопросы совершенствования правового регулирования и управления сельским хозяйством // Хозяйственное право и эффективность производства. М.: ИГиП АН СССр. 1981. С. 124—129.
- Козырь М. И. Право и совершенствование хозяйственного механизма в аграрно-промышленном комплексе // Тезисы докладов всесоюзного научно-координационного совещания XXVI съезд КПСС и задачи дальнейшего развития юридической науки, 19-21 октября 1981 г. М.: ИГиП АН СССР. 1981. С. 46-53.
- Козырь М. И. Становление и развитие науки советского сельскохозяйственного права // Развитие аграрно-правовых наук. М.: ИГиП АН СССР. 1980. С. 78-95.
- Козырь М. И. Развитие правоотношений собственности в сельском хозяйстве СССР на современном этапе // Право и сельское хозяйство в СССР и Италии. Правовое регулирование рационального использования материальных, трудовых и природных ресурсов в сельском хозяйстве СССР и Италии. Материалы советско-итальянского круглого стола по аграрному праву, 19 — 30 сентября. М.: ИГиП АН СССР. 1980. С. 35-46.
- Козырь М. И. Аграрная политика КПСС и примерный устав колхоза // Сборник научных трудов ВЮЗИ. Примерный устав колхоза и правовое регулирование колхозных отношений на современном этапе. М.: РИО ВЮЗИ. 1980. С. 3-20.
- Козырь М. И. Развитие межхозяйственной кооперации и агропромышленной интеграции — важный путь постепенного сближения и последующего слияния колхозно-кооперативной и государственной социалистической собственности в СССР // Правовые вопросы межхозяйственной кооперации. М.: ИГиП АН СССР. 1980. С. 3-21.
- Козырь М. И. На магистральном направлении // Развитие аграрно-правовых наук. М.: ИГиП АН СССР. 1980. С. 3-14.
- Козырь М. И. Правовые проблемы специализации и концентрации сельскохозяйственного производства // Конституция СССР и правовые проблемы совершенствования руководства народным хозяйством. М.: ИГиП РАН, 1979. С. 194—205.
- Козырь М. И. Правовое регулирование рационального использования материальных и трудовых ресурсов в сельском хозяйстве СССР // Проблемы сравнительного правоведения. По материалам VI советско-французского симпозиума юристов. Москва — Киев, 1979 г. М.: ИГиП АН СССР. 1981. С. 39-51.
- Козырь М. И. Право и эффективность сельскохозяйственного производства // XXV съезд КПСС и вопросы государства и права. М.: Наука, 1978. С. 161—181.
- Козырь М. И. Актуальные проблемы правового регулирования сельского хозяйства и основные направления научных исследований // Актуальные проблемы правового регулирования сельского хозяйства. М., 1976. С. 5-19.
- Козырь М. И. Актуальные проблемы развития советского сельскохозяйственного права // Развитие гражданского, уголовного и процессуального законодательства в Советских республиках Прибалтики (1940—1975). Гражданско-правовые науки: Тезисы докладов республиканской научной конференции (23 — 25 апреля 1975 г.). Рига: Латв. ун-т.. 1975. С. 62-65.
- Козырь М. И. Правовые проблемы аграрно-промышленного кооперирования в СССР // Научно-техническая революция, управление и право. М.: ИГиП АН СССР. 1975. С. 108—120.
- Козырь М. И. Аграрно-промышленное кооперирование и сельскохозяйственное право // Демократия и право развитого социалистического общества. Материалы Всесоюзной научной конференции, 21 — 23 ноября 1973 г. М.: Моск. ун-та, 1975. С. 408—411.
- Козырь М. И. Правовое обеспечение аграрной реформы в Российской Федерации: состояние и перспективы // Развитие российской государственности и права в период перехода к рыночной экономике. Тезисы докладов к Международной научно-практической конференции, посвященной 10-летию юридического факультета Тюменского государственного университета (Тюмень, 4-7 октября). Тюмень: ТГУ, С. 68-75
- Козырь М. И. К вопросу о формировании советского сельскохозяйственного права // Проблемы государства и права на современном этапе. Труды научных сотрудников и аспирантов. Вып. 7. М.: ИГиП АН СССР. 1973. С. 107—115.
- Кикоть В. А., Козырь М. И. Правовые проблемы экономического и социального развития колхозов // Советское право и колхозы. М.: Юрид. лит., 1973. С. 3-23.
- Козырь М. И. Примерный устав колхоза и развитие колхозного права // Советское право и колхозы. М.: Юрид. лит., 1973. С. 37-59.
- Козырь М. И. Сельскохозяйственное право: тенденции становления и развития // Советское государство и право. 1973, № 6, С. 43- 51.
- Демидюк В. А., Козырь М. И. Органы управления межколхозных предприятий, организаций и объединений и их правоспособность // Труды. Труды ВЮЗИ. Вып. 27: Часть 1 М., 1972. С. 207—242.
- Козырь М. И. О правовом положении сельскохозяйственного предприятия в СССР // Правовое положение сельскохозяйственного предприятия на современном этапе развития социалистической экономики. Тезисы докладов и сообщений на научной конференции. М., 1972. С. 3-15.
- Козырь М. И. Закрепление и развитие ленинских принципов колхозного строительства в новом примерном Уставе колхоза // Ленинская теория социалистического государства и права и современность. Научная конференция. Казань: Казан. ун-т., 1970. С. 195—201.
- Козырь М. И. Расшение имущественных прав колхозов // Советское государство и право.1969. № 8. С. 49-58.
- Козырь М. И. Актуальные вопросы правового регулирования сельскохозяйственного производства // Проблемы совершенствования советского законодательства и деятельности государственных органов. Республиканская научная конференция: Тезисы докладов. Минск: БГУ, 1969. С. 130—132.
- Козырь М. И. Государственное управление земельным фондом в СССР // Советское государство и право. 1968. № 8. С. 49-58.
- Беляева З. С., Козырь М. И. Развитие хозяйственной самостоятельности колхозов // Советское государство и право. 1967. № 12. С. 83-89.
- Козырь М. И. Имущественные отношения колхозов по новому Уставу // Научные основы нового примерного устава сельскохозяйственной артели. М.: Юрид. лит., 1966. С. 139—156.
- Козырь М. И. Правовое регулирование государственно-колхозных производственных связей // Советское государство и право. 1965. № 8. С. 30-38.
- Козырь М. И. Устав сельскохозяйственной артели нуждается в совершенствовании // Советская юстиция. 1964. № 21. С. 6-8.
- Козырь М. И., Краснов Н. И. Научная конференция по вопросам земельного и колхозного права // Советское государство и право. 1962. № 6. С. 134—138.
- Козырь М. И. Правовые проблемы постепенного сближения двух форм социалистической собственности // Советское государство и право. 1962. № 7. С. 47-58.
- Козырь М. И. Расширение имущественной правоспособности колхозов на современном этапе // Советское государство и право. 1961. № 7. С. 46-57.
- Козырь М. И. Дальнейшее совершенствование и развитие имущественных правоотношений колхозов на современном этапе // Научная конференция по вопросам земельного и колхозного права в период развернутого строительства коммунизма. Тезисы докладов. М., 1959. С. 71-90.
- Козырь М. И. Актуальные проблемы права колхозной собственности на современном этапе // Советское государство и право. 1959. № 8. С. 60-70.
- Козырь М. И. Некоторые вопросы правового положения колхозной собственности // Советское государство и право. 1958. № 4. С. 43-51.

### Рецензии
- Боголюбов С. А., Козырь М. И., Ивакин В. И. Рецензия на обзор заседания "У истоков становления земельной и аграрно-правовой науки России (к 100-летию со дня рождения Г. А. Аксененка)//Право и государство: теория и практика. 2011. № 3. С. 137—149; Аграрное и земельное право. 2011. № 3. 120—132.
- Бобылев А. И., Боголюбов С. А. Рец. на кн.: Аграрное право России: Учебник. Рук. авт. кол. и отв. ред. М. И. Козырь. М., 2010. 608 с. / Бобылев А. И., Боголюбов С. А.//Журнал российского права. 2010. № 7. С. 134—138;
- Козырь М. И. Рец. на кн.: Елисеев В. С. Теория экономических обязательств: правовое обеспечение и защита имущественного интереса. М. 2009. 552 с. // Аграрное и земельное право. 2009. № 11 (59). С. 143—149.
- Козырь М. И. Рец на журнал: Аграрное и земельное право // Право и государство: теория и практика. 2009. № 7 (55). С. 148—151.
- Козырь М. И. Рец. на кн.: Правовое обеспечение развития сельского хозяйства в России / Отв. ред. С. А. Боголюбов. М.: Юрист, 2005. 342 с. // Государство и право. 2007. № 4. С. 119—123.
- Козырь М. И., Масляев А. И., Мозолин В. Т. Рец. на кн.: Рыженков А. Я., Черноморец А. Е. Очерки теории права собственности (прошлое и настоящее) / Отв. ред. Ю. Ю. Ветютнев. — Волгоград: Изд-во «Панорама», 2005. — 672 с. // Право и государство: теория и практика. 2006. № 1. С. 143—147.
- Козырь М. И. Новое в правовом положении сельскохозяйственных товаропроизводителей России на современном этапе/Актуальные проблемы аграрного права России: теория и практика: Сб. науч. ст. М.: Право и государство, 2004. — 320 с.
- Козырь М. И. Рец. на кн.: Кооперативное право: Учеб. для кооп., с.-х., экон. и юрид. вузов Украины: На укр. яз./ Под ред. В. И. Семчика. — Киев: Iн Юре, 1998. — 336 с. // Государство и право. 1998. № 12. С. 112—114.
- Козырь М. И., Павлов И. В. Рец. на кн.: Шайбеков К. А. Теоретические проблемы правового регулирования оплаты труда в колхозах. — Алма-Ата, 1968. — 470 с. // Советское государство и право. 1969. № 7. С. 143—145.
- Козырь М. И., Колбасов О. С. Правовые вопросы регулирования народного хозяйства Узбекистана. — Ташкент, 1967. — 315 с. // Советское государство и право.1968.№ 4. С. 135—137.
- Докторская диссертацию на тему «Имущественные правоотношения колхозов в СССР»
- Беляева З. С., Козырь М. И. Рец. на кн.: Рускол А. А. Колхозные правоотношения в СССР. — М.: Госюриздат, 1960. — 243 с. // Советское государство и право. 1961. № 9. С. 152—155.
- Козырь М. И., Фомина Л. П. Исследование о праве сельскохозяйственных производственных кооперативов ГДР. (Арльт Р. Основы права сельскохозяйственных производственных кооперативов. — Берлин, 1959. — 482 с.) // Советское государство и право. 1961. № 3. С. 132—136.